# Murrisk
Murrisk is een plaats in het Ierse graafschap County Mayo. De plaats telt 235 inwoners.